# Tuta (Bacău)
Tuta es una localidad rumana de la comuna de Târgu Trotuș, en el condado de Bacău.

## Geografía
La localidad se encuentra en la margen derecha del río Trotuș.

## Historia
Hacia comienzos del siglo XX, la localidad, que ya por entonces pertenecía al condado de Bacău, formaba parte de la comuna de Bogdănești y tenía contabilizada una población de 311 habitantes, al parecer húngaros.
En la segunda mitad del siglo XX la localidad había pasado a formar parte de la comuna de Târgu Trotuș. En el censo de 2021 la localidad tenía una población de 2155 habitantes.